# Масакр у Пребиловцима
Масакр у Пребиловцима су извршиле усташе између 6. и 11. августа 1941. под командом Ивана Јовановића званог Црни, над 826 од укупно 994 Срба села Пребиловци, углавном жена, деце и стараца. Већина је жива бачена у јаму Голубинку, док су остали били убијени на лицу места. Педесет и четири српска домаћинства Пребиловаца су тим покољем била заувек угашена.

## Размере и појединости масакра
Рано ујутру 4. августа 1941. године хиљаду до хиљаду петсто усташа напало је село из три правца. У селу су биле углавном жене, деца и старци док одрасли мушкарци, у страху од усташа, нису спавали код својих кућа. Усташе су по уласку у село отпочеле са претресањем кућа, прикупљањем становништва, силовањем жена и девојака и пљачком ствари. Становници центра села су били довезени код зграде основне школе. Усташке оргије садизма и бестијалности над незаштићеним женама и девојкама, а нарочито над девојчицама од 12 до 15 година, су трајале неколико часова. Једина особа која се спасила и жива изашла из школе у Пребиловцима била је Мара Булут. По њеним речима, усташе су вадиле из колевки бебе и разбијале дечије главе о зид школе пред очима њихових мајки. Након свих ових злостављања и мучења, усташе су становнике центра села још у току тог дана отерали према Чапљини и затвориле у злогласни „Силос” код села Тасовчића и ту су преноћили, без хране и воде.
Сутрадан, 5. августа отерани су на железничку станицу у Чапљину одакле су увече истог дана транспортовани у специјалној композицији вагона до села Шурманци. Жене, децу и старце затворене у овим вагонима чувало је око 300 усташа под командом Андрије Буљана до јутра 6. августа.
У раним јутарњим часовима 6. августа, похватано и преживело становништво Пребиловаца је истерано из вагона, сврстано у колону и потерано уз брдо према селу Шурманцима. Колона је била подвргнута детаљном претресу и опљачкана а затим дотерана до јаме „Голубинке”. Покољ, тј. бацање преживелих у ову јаму, је трајао пуних шест часова (од 7.30 до 13.30 часова). Према подацима који су утврђени на судском процесу у Мостару, за то време је у јаму „Голубинку” бачено 470 лица: 237 деце и 233 жене. Касније је утврђено да је тога дана у јаму „Голубинку” бачено више од 500 лица. На поменутом процесу је такође утврђено да су усташки злочинци пре и после 6. августа доводили мање и веће групе жртава у Шурманце осам пута и бацали их у ту јаму.
Месец дана након покоља, усташе су населиле у Пребиловце 60-70 хрватских породица из Љубушког и Чапљинског среза, а Пребиловцима су променили назив у Ново Село. Када су Италијани окупирали Херцеговину, усташка посада и насељеници су напустили Пребиловце.
Усташе су бежале из Пребиловаца јер су Италијани били почели да хапсе усташке кољаче и пружају заштиту Србима, првенствено у градовима. Усташе су из Пребиловаца однеле све што се могло однети и што је било вредно. У материјалима Земаљске комисије за утврђивање злочина окупатора и њихових помагача пише да је из Пребиловаца опљачкано око 10.000 грла ситне и 1.000 грла крупне стоке заједно са читавом покретном имовином. Жито и вредније ствари усташе су камионима превозиле у Чапљину — наводно за потребе болнице и усташких институција у том градићу.

## Непосредне реакције на масакр
Размере усташке бестијалности су навеле италијанског генерала Алесандра Лузана да пошаље детаљан извештај о овом злочину Мусолинију. У овом писму Лузано истиче да је учитељица Стана Арнаутовић силована пред њеним ђацима и да су чак и девојчице од осам годима биле силоване. Лузано се згражава над чињеницом да је у овом срамном чину силовања учествовао и један свештеник римокатоличке цркве.
"Драги Дуче,
Моја безгранична оданост према Вама ми, надам се, даје за право да, у нечему, одступим од строгог војничког протокола. Зато и журим да Вам опишем један догађај којем сам, уназад три седмице, лично присуствовао.
Обилазећи среска места Столац, Чапљину и Љубиње (између 60 и 130 км северно од Дубровника) - сазнам од наших обавештајних официра да су Павелићеве усташе, претходног дана, починиле неки злочин у једном селу (Пребиловци), и да ће, када се то прочује, околни Срби поново да се узнемире.
Недостају ми речи да опишем оно што сам тамо затекао. У великој школској учионици затекао сам заклану учитељицу и 120 њених ученика! Ниједно дете није било старије од 12 година! Злочин је неумесна и наивна реч. То је превазилазило свако лудило!
Многима су одсекли главе и поређали их по ђачким клупама. Из распорених утроба усташе су извукле црева и, као новогодишње врпце, растегли их испод плафона и ексерима укуцали у зидове! Рој мува и несношљив смрад нису дозвољавали да се ту дуже задржимо. Приметио сам начету врећу соли у ћошку и згрануто установио да су их клали полако, солећи им вратове! И таман кад смо одлазили, у задњој клупи се зачуло дечје кркљање. Пошаљем двојицу војника да виде шта је. Изнели су једног ђака, још је био у животу, дисао је са напола пресеченим гркљаном! Својим колима одвезем то јадно дете у нашу војну болницу, повратимо га свести и од њега сазнамо пуну истину о трагедији. 
Злочинци су најпре, на смену, силовали учитељицу Српкињу (име јој је Стана Арнаутовић) и онда је пред децом убили. Силовали су и девојчице од осам година. За све то време певао је силом доведени оркестар цигана и ударао у тамбуре!
На вечну срамоту наше, римске цркве и један Божији човек, један жупник, у свему томе је учествовао! Дечак кога смо спасили брзо се опоравио. И чим је рана зарасла, нашом непажњом побегао је из болнице и отишао у своје село, да тражи родбину. Послали смо патролу за њим, али узалуд; нашли су га на прагу куће закланог! Од хиљаду и нешто душа у селу више нема никога! Истога дана, то смо открили касније, кад је извршен злочин у школи, усташе су похватале још 800 становника села Пребиловци и све их бацили у јаму или на животињски начин на путу до јаме побили. Спасило се само око 300 мушкараца. Једино је њима успело да пробију усташки обруч око села и да побегну у планину! Тих 300 преживелих јаче је од најелитније Павелићеве дивизије. Све што су имали да изгубе они су изгубили! Децу, жене, мајке, сестре, куће, имовину. Чак су и страха од смрти ослобођени. Смисао њиховог живота је једино у освети, у страшној освети њих је, у неку руку и стид што су преживели! А таквих села, као што су Пребиловци, пуна је Херцеговина, Босна, Лика, Далмација.
Покољи Срба су достигли такве размере да су у тим крајевима загађени и многи водени извори. Из једног врела у Поповом Пољу, недалеко од јаме у коју је бачено 4.000 Срба, избијала је црвенкаста вода, лично сам се у то уверио! На савест Италије и наше културе пашће неизбрисива мрља, ако се, док је време, не дистанцирамо од усташа и не спречимо да се нама припише да подржавамо безумље!"
Са хрватске стране једини који је дигао глас протеста против овог масакра и покоља Срба у Херцеговини је био мостарско-дувањски бискуп Алојзије Мишић. Он, који иначе није био против присилног покрштавања Срба, пише Бискупској конференцији римокатоличке цркве у Загребу, 17. новембра 1941.
„Људе се хватало ко звјериње. Клало, убијало, — живе у понор бацало. Женске, мајке с дјецом, одрасле дјевојке, дјецу женску и мушку су бацали у јаме. Поджупан у Мостару господин Баљић, јавно изговара, ко чиновник, мора би да шути не да телали, да је у Љубињу само у једну јаму 700 православаца бачено. Од Мостара до Чапљине одвезла је жељезница шест пуних вагона жена, мајка и дјевојака, дјеце испод десет година до станице Шурманци, гдје су извагонирани, одведени у брда, живе матере с дјецом бацали у дубоке пропунте. Све је стрмоглављено и убијено. У жупи Клепци из околних села Н. Н. 3.700 православаца је убијено. Јадници, били су мирни. Даље не набрајам. Предалеко бих отишао. У самом граду Мостару на стотине их је везало, одводило изван града па ко живине убијали”

## Сведочења преживелих
Из записника Земаљске комисије за утврђивање злочина окупатора и њихових помагача БиХ од 7. јула 1946. у коме су сачуване изјаве преживелих сведока масакра види се да су усташе биле приредиле бестијалне оргије силовања, не само жена и девојака него и девојчица у доби од 12 до 15 година. По сведочењу једине жене која је преживела овај масакр, Маре Булут, усташе су вадиле децу из колевки и, држећи их за ноге, разбијали дечије главе о зид па их враћале несрећним мајкама. Мара Булут је сведочила да су усташе нагониле 22-годишњег младића Максима Булута да силује своју сестру од стрица, Стоју Булут, што је он одбио. Овога су младића усташе потом подвргли страшним мукама. Усташа Мерџан Никола је силовао 4. августа учитељицу Стану Арнаут у школи, а затим је препустио њеним ученицима из Габеле да је групно силују недељу дана све док ова жена није полудела након чега је била масакрирана и закопана у школском дворишту. Девојке које су се браниле од насилника завршиле су скоро наге и тако послане у смрт. Силовање девојчица пред њиховим мајкама је био страшни ритуал у коме су мајке биле принуђене да придржавају своје малолетне кћери док их усташе силују.

## Процесирање злочина
УДБА је 1957. године извела пред Окружни суд у Мостару 14 од бар 150 усташа-јамара из Шурманаца, Међугорја и Бијаковића, на челу са Иваном Јовановићем Црним. Члан судског већа био је, као поротник, Јозо Јелчић, који је 1941. године насељавао усташе у празне српске куће у Пребиловцима.
После рата, главни злочинац Иван Јовановић Црни је побегао и прикључио се Титовим партизанима у мају 1945. у Жумберку. Потом је побегао у околину Суботице где се крио све до 1956. када је ухваћен. Погубљен је 1958. године. Само пет других усташа учесника у овом покољу је осуђено на смрт, а главни мозак овог покоља, Лудвиг Јовановић, брат Црног, је добио само седам година затвора. Укупно је на суд, од бар 300 злочинаца изведено само 7 других који су осуђени на 7-8 година затвора. У пресуди Ивану Јовановићу Црном, Окружни суд у Мостару је констатовао да су потпуно угашена 33 пребиловачка огњишта и да је укупно страдало (убијено, погинуло или бачено у шурманску јаму) 830 особа.
Комунистичке власти Југославије су скривале истину о размерама овог злочина тако да су забрањивале вађење костију српских жртава из крашких јама у које су жртве биле бачене. Отвори већине од ових јама су били забетонирани 1961. године по налогу комунистичких власти.
До Другог светског рата Пребиловци су имали преко 1000 становника, рат је преживело само 172 становника.

## Посмртни остаци жртава
Од септембра 1990. године је спелеолошка организација „Зелена брда” вадила из крашких јама на подручју доње Неретве посмртне остатке Срба страдалих од усташа у Другом светском рату. Ова је организација из јаме Голубњача у Ржаном долу извадила остатке преко 1000 жртава. Из јаме Шурманци су извадили остатке 800 а из јаме на Бивољем брду остатке преко 1000 жртава. У децембру исте године је овај посао наставила екипа спелеолошког одсека Планинарског савеза Београда. По подацима који су добијени од мештана било је 13 јама у које су усташе бацали убијене и живе Србе. Кости су вађене из седам јама: Голубинке, јаме крај села Шурманци, јаме на Бивољем брду, Видоње крај Житомислића, из две јаме крај Хутова и Горње и Доње Кукавуше. На основу снимљених материјала приликом вађења костију, те сведочанства особа које су преживеле ове покоље, снимљена је документарна ТВ емисија „Ево наше дјеце” у режији Здравка Шотре.
Српска православна црква је 6. августа 2015. године жртве из Пребиловаца канонизовала као Свете мученике пребиловачке.

## Рат 1991—1995.
Током рата у јуну 1992. све куће у Пребиловцима су биле спаљене и срушене. Спомен-костурница у Пребиловцима у коју су биле положене кости Срба из Пребиловаца и околних села, побијених и бачених у јаме током Другог светског рата, су 1992. године минирале и сравниле са земљом хрватске снаге. На месту на коме се налазила спомен-црква у којој су биле кости око 4000 Срба извађених из јама 1990—1991. године је направљена депонија отпада. Име Ивана Јовановића Црног је међу око 1600 усташа погинулих „за хрватску слободу” на споменику у Чапљини подигнутом 2002. године.